# 厚岸愛冠ユースホステル
厚岸愛冠ユースホステル（あっけしあいかっぷユースホステル）は日本ユースホステル協会に加盟している北海道厚岸町のユースホステル。旅館を兼営している。

## 設備
- グループで一室利用可
- 余裕があればグループで一室利用可
- 駐車場あり
- 駐輪場あり
- 洗濯機あり
- 乾燥機あり
- 荷物預かりあり
- アルコール類不可
- 全室禁煙

## 休館
12月30日 - 1月5日

## アクセス
- 根室本線厚岸駅からバスで国泰寺行10分終点下車 徒歩2分 または厚岸駅から 徒歩3.5Km